# Szczepan Kopyt
Szczepan Kopyt (ur. 1983 we Wrocławiu) – polski poeta i muzyk.

## Życiorys
Dzieciństwo spędził w Brzegu. Ukończył filozofię na Uniwersytecie im. Adama Mickiewicza w Poznaniu, w którym mieszka od 2003 roku.

## Twórczość poetycka
„Chociaż poezja Szczepana Kopyta zmieniała się w istotny sposób wraz z publikacją kolejnych książek, wspólnym mianownikiem jego wierszy pozostają m.in.: wyczulenie na problematykę społeczną i wspólnotową; radykalna krytyka współczesnego kapitalizmu; dążenie do mówienia nieironicznie na poważne tematy; oswajanie wzniosłości języka." – pisze krytyk Paweł Kaczmarski i dodaje, że „[twórczość literacka Kopyta] była jednym z głównych powodów, dla których „zaangażowanie” poezji współczesnej znalazło się wśród naczelnych tematów krytycznopoetyckiej debaty na przełomie pierwszej i drugiej dekady XXI wieku. Radykalizm zawartej w wierszach Kopyta społecznej krytyki, połączony z ich niezaprzeczalną formalną sprawnością, spowodował, że autora „Sale sale sale” uznano za wiodący głos wśród politycznie zaangażowanych autorów i autorek wstępujących na scenę poetycką na początku nowego stulecia”. 
Jest autorem ośmiu książek poetyckich. Jego wiersze ukazały się w tłumaczeniach na kilka języków obcych (ukraiński, czeski, słowacki, niemiecki, niderlandzki, grecki, serbski, niemiecki i angielski).

## Twórczość muzyczna
Współzałożyciel i basista jazz-rockowego zespołu Yazzbot Mazut. Z jego perkusistą Piotrem Kowalskim rozpoczął w 2010 roku działalność koncertową jako duet Kopyt / Kowalski (obecnie: 2K). Zespół ten, w którym Kopyt pełni obecnie rolę wokalisty i basisty, nagrywa głównie kompozycje powstałe do wierszy publikowanych już w książkach poetyckich (pierwsze dwie płyty, buch i kir, ukazały się jednak wraz z tomami poetyckimi – jako ich integralna część).  
Od 2016 roku nagrywa i występuje także solo pod szyldem cult of hips: projekt ten powstaje w oparciu o instrumenty elektroniczne i z inspiracji muzyką taneczną. 
W 2021 roku zainicjował w Teatrze Ósmego Dnia prowadzony przez siebie cykl Teatr Poezji: teraz, do którego wydarzeń komponował muzykę i w których występował na żywo z poetkami i poetami (m.in. z: Iloną Witkowską, Tomaszem Bąkiem i Justyną Kulikowską). Jako kompozytor i producent muzyczny współpracuje z graficzką i animatorką Olą Wasilewską – przy udziale poetek i poetów tworzą klipy do wierszy poetek i poetów publikujących w Wydawnictwie WBPiCAK w Poznaniu.

## Działalność polityczno-ideowa
Kopyt nie unika kontrowersyjnych wypowiedzi, w programie TVP 2 pt. „Kultura Głupcze”, podczas polemiki z raperem Sokołem określił się jako komunista, zaś w późniejszym wywiadzie dla Gazety Wyborczej jako anarchokomunista. Nagrał protest-song poświęcony Jolancie Brzeskiej, zamordowanej działaczce społecznej Warszawskiego Stowarzyszenia Lokatorów. Występował ze swoją twórczością podczas demonstracji pracowniczych, lokatorskich oraz na rzecz praw obywatelskich. W latach 2015-2016 działacz Razem, wcześniej uczestnik ruchu anarchistycznego i związkowego. W 2017 r. po emisji audycji „Książkowisko” w Radiu dla Ciebie z udziałem Kopyta i dotyczącej jego twórczości, z pracy w radiu zwolniono dziennikarza Romana Kurkiewicza.

## Nagrody i wyróżnienia
- Nagroda główna Ogólnopolskiego Konkursu Poetyckiego im. Jacka Bierezina (2004).
- Medal Młodej Sztuki (2006)
- nominacja do Nagrody Literackiej Gdynia (2010)[14]
- Nagroda Poznańskiego Przeglądu Nowości Wydawniczych (lato 2011).
- nominacja do Paszportu Polityki (2011)
- nominacja do Nagrody Literackiej Gdynia (2014)[15]
- Poznańska Nagroda Literacka – Stypendium im. S. Barańczaka (2018)[16][17].

## Książki poetyckie
- Yass, Tygiel Kultury, Łódź (2005) ISBN 83-88552-36-8
- Yass / możesz czuć się bezpiecznie, WBPiCAK w Poznaniu, Poznań (2006) ISBN 83-87816-82-5
- Sale sale sale, WBPiCAK w Poznaniu, Poznań (2009) ISBN 978-83-60746-35-6
- Buch, WBPiCAK w Poznaniu, Poznań (2011) ISBN 978-83-62717-08-8
- Kir, WBPiCAK w Poznaniu, Poznań (2013) ISBN 978-83-62717-76-7
- Z a b i c, WBPiCAK w Poznaniu, Poznań (2016) ISBN 978-83-64504-61-7
- Wypisy dla klas pracujących, red. i posł. Paweł Kaczmarski, WBPiCAK w Poznaniu, Poznań (2017) ISBN 978-83-65772-09-1
- Čítanka pre pracujúce triedy, przekład i posł. Kristína Karabová, red. Paweł Kaczmarski, Občianske združenie Laputa, Banská Bystrica (2018) ISBN 978-80-972815-2-6
- Na giełdach nadprodukcji pikują akcje przetrwania, WBPiCAK w Poznaniu, Poznań (2019) ISBN 978-83-65772-95-4
- Konfetti, WBPiCAK w Poznaniu, Poznań (2021) ISBN 978-83-66453-43-2

## Antologie i publikacje zbiorowe
- Poezja cybernetyczna (wspólnie z: Romanem Bromboszczem, Łukaszem Podgórnim i Tomaszem Misiakiem), CKiS Galeria Sztuki „Wieża Ciśnień”, Konin (2007) ISBN 83-89690-20-9.
- Słynni i świetni. Antologia poetów Wielkopolski debiutujących w latach 1989–2007, red. Szczepan Kopyt, Maciej Gierszewski, WBPiCAK w Poznaniu, Poznań (2008) ISBN 978-83-60746-22-6.
- Kryzys. Biuletyn poetycki (wspólnie z Jasiem Kapelą, Agnieszką Mirahiną, Łukaszem Podgórnim i Tomaszem Pułką), Ha!art, Kraków (2009) ISBN 978-83-61407-02-7.
- Poeci na nowy wiek, red. Roman Honet, Biuro Literackie, Wrocław (2010) ISBN 978-83-62006-73-1.
- Poeci i poetki przekraczają granice. 100 wierszy, red. Tomasz Gerszberg, Konrad Kęder, Eliza Kącka, Wydawnictwo FA-art, Katowice (2011) ISBN 978-83-60406-18-2.
- 12x Poezie Polsko. Antologie současné polské poezie, red. Grzegorz Jankowicz i Lucie Zakopalová, Fra, Praha (2011) ISBN 978-80-87429-15-0.
- Rečnik mlade poljske poezije. Antologija poezije poljskih pesnika rođenih 1960-1990, red. i przekład Biserka Rajčić, Treći Trg, Beograd (2013) ISBN 978-86-86337-98-6.
- Dzikie dzieci. Antologia laureatów konkursu im. Jacka Bierezina, red. Zdzisław Jaskuła, Andrzej Strąk, Dom Literatury, Stowarzyszenie Pisarzy Polskich Oddział w Łodzi, Łódź (2014) ISBN 978-83-62733-43-9.
- Zebrało się śliny, red. Paweł Kaczmarski, Marta Koronkiewicz[18], Biuro Literackie, Stronie Śląskie – Wrocław (2016) ISBN 978-83-65125-35-4.
- Wolny wybór. Stulecie wierszy 1918-2018, red. Piotr Śliwiński, WBPiCAK w Poznaniu, Poznań (2018) ISBN 978-83-65772-61-9.
- Zawrót głowy. Antologia polskich wierszy filmowych, red. Darek Foks, Narodowe Centrum Kultury Filmowej w Łodzi, Łódź (2018) ISBN 978-83-931237-6-6.
- Awangarda jest rewolucyjna albo nie ma jej wcale, red. Joanna Orska, Andrzej Sosnowski, WBPiCAK w Poznaniu, Poznań (2019) ISBN 978-83-65772-71-8.
- Ανθολογία Νέων Πολωνών Ποιητών/Antologia Młodych Poetów Polskich, red. Dorota Jędraś, tłum. Lara Unuk, Vakxikon, Αθήνα (2020) ISBN 978-960-638-163-8.
- Przewodnik po zaminowanym terenie 2. Helikopter: antologia tekstów z lat 2016-2020, red. Krzysztof Śliwka, Marek Śnieciński, Ośrodek Postaw Twórczych, Wrocław (2021) ISBN 978-83-91737-36-1.

## Dyskografia
- Yazzbot Mazut, W pustyni i w puszczy, Multikulti Project (2008)[19]
- Yazzbot Mazut, Mazut Mazut, Multikulti Project (2010)[20]
- Kopyt / Kowalski, buch, WBPiCAK w Poznaniu (2011)
- Kopyt / Kowalski, kir, WBPiCAK w Poznaniu (2013)
- Kopyt / Kowalski, Koniec (2017)[21]
- 2K, duchy (2023)[22]

## Muzyka dla teatru
- I rozstawili namiot wśród nas, reż. Adam Borowski, Marcin Kęszycki Teatr Ósmego Dnia, kompozycja i wykonanie wspólnie z Piotrem Kowalskim (2015)[23]
- Garnitur prezydenta (czytanie dramatu), reż. Malina Prześluga, Teatr Animacji w Poznaniu, kompozycja i wykonanie wspólnie z Piotrem Kowalskim (2018)[24]